# Левальт (герб)
Левальт (пол. Lewalt) - шляхетський герб лужицького походження, що з'явився на теренах Речі Посполитої через Курляндію. 

## Опис герба
У червоному полі, срібна рука в латах тримає золотий перстень з бірюзою. Клейнод: королівна у срібному вбранні з трьома чорними пірами над короною тримає такий же золотий перстень.

## Найперша згадка
Герб походить із Курляндії (Лівонія) близько 1500-1550 рр. 

## Гербовий рід
Мейєр (Meyer), Маєр (Majer), Меєр (Mejer), Левальт (Lewalt), Лібер (Liber) i Левальські (Lewalski). 